# كارل كلايست
كارل كلايست (بالألمانية: Karl Kleist)‏‏ (31 يناير 1879 في ألزاس - 26 ديسمبر 1960 في فرانكفورت) طبيب نفسي، وأستاذ جامعي، وطبيب أعصاب من ألمانيا ذو مساهمات ملحوظة في مجالي علم نفس الأمراض وعلم النفس العصبي. صاغ كلايست المصطلحين أحادي القطب («آينبوليك») وثنائي القطب («تسفايبوليك») اللذين يُستخدمان اليوم في مفاهيم الاكتئاب أحادي القطب واضطراب ثنائي القطب. تنتمي منشوراته الرئيسية لفرع علم الأعصاب، واشتُهر على وجه التحديد لعمله على موضعة الوظيفة في القشرة المخية لدى الإنسان بما في ذلك تخطيط الوظائف القشرية على خرائط الدماغ. يستند هذا العمل إلى مئات الحالات من مرضى الحرب العالمية الأولى المصابين بطلق ناري، إذ درس كلايست على وجه التحديد حالات العجز الوظيفي لدى هؤلاء المرضى ووصفها بشكل تفصيلي على مر حياتهم. استطاع في وقت لاحق، بفضل وسائل تشريح الدماغ، توثيق الآفة ما سمح له بتحديد موضع الوظيفة الدماغية لدى كل حالة على حدة، إذ استطاع أيضًا إجراء ذلك على أسس بنيوية خلوية. كان كلايست أحد تلاميذ كارل فيرنيكه وارتبط عمله بشكل وثيق مع نهج فيرنيكه. شمل بعض طلابه إيدا نيل وكارل ليونهارد، الذي استطاع فيما بعد تطوير نظام تصنيف كلايست ليونهارد للذهان.
بين عامي 1920 و1950، شغل كلايست منصب أستاذ لعلم الأعصاب وطب النفس ورئيس العيادة العصبية النفسية الجامعية في جامعة غوته في فرانكفورت. أشرف كلايست على بناء العيادة العصبية النفسية الجديدة، التي افتُتحت في عام 1931. بين عامي 1950 و1960، شغل منصب رئيس معهد البحوث لعلم أمراض الدماغ وعلم نفس أمراض الدماغ.

## أبحاثه
درس كلايست كلًا من علم أمراض الدماغ وعلم الأعصاب وطب النفس السريريين، إذ اعتبر هذه الفروع مرتبطة بشكل وثيق. رفض تصنيف كريبيلن لحالات الذهان الوظيفي في قسمين: الخرف المبكر (الذي أُعيدت تسميته فيما بعد إلى الفصام) والجنون الهوسي الاكتئابي، وحاول عزل عدد كبير من وحدات الأمراض التي اشتبه بتطورها نتيجة آفات الدماغ البؤرية. أدى هذا إلى إيجاد وصف وتحليل مفصلين للأعراض العصبية والذهانية. تلقى كلايست المساعدة من أشخاص عدة، بما في ذلك كارل ليونهارد الذي اشتُهر بدراساته الجينية (دراسة التاريخ العائلي بشكل رئيسي في ذلك الوقت) على مجموعة من المرضى المصنفين بواسطة كلايست. يرجع تنفيذ هذا العمل إلى هيلموت بيكمان، المؤسس المشارك لجمعية فيرنيكه كلايست ليونهارد الدولية.

## حياته الشخصية
ترعرع كلايست في ميلوز في ألزاس (فرنسا حاليًا). كان والده، هاينرش كلايست (1833-1917)، المهندس مسؤول السكك الحديدية في ميلوز بينما كانت والدته، إميلي (سبيس قبل الزواج) (1845-1933)، ابنة رودولف سبيس قس مدينة ترير. في عام 1910، تزوج من لويز إيرمان (1887-1974)، ابنة المهندس مسؤول السكك الحديدية ويلهيلم إيرمان. أنجبا أربع بنات.

## الجوائز
- درع غوته التكريمي لمدينة فرانكفورت  [لغات أخرى]‏